# Autocratie
Een autocratie (Grieks, αὐτοκρατία: αὐτός ("zelf") - κρατείν ("heersen")) is een regeringsvorm waarbij ongelimiteerde macht wordt uitgeoefend door één persoon. Een keizer bijvoorbeeld, kan zijn macht ontlenen aan het erven van deze titel, maar deze wordt pas als autocraat betiteld, in plaats van als een vorst, wanneer zijn macht groter wordt dan waarop hij historisch of wettelijk gezien recht zou hebben. Ook dictaturen, waarin meestal één leider het voor het zeggen heeft, worden vaak autocratieën genoemd, zij het dat 'dictatuur' een iets zwaardere term is.
De aristocratie of oligarchie lijkt enigszins op een autocratie, maar daar wordt de macht door meerdere mensen uitgeoefend, echter wel een zeer gering aantal. De term aristocratie wordt ook gebruikt ter aanduiding van de personen die macht en/of gezag hebben, zoals de adel en de regenten.
In de meeste van deze autocratieën is er sprake van systematische onderdrukking van tegenstanders van de dictator en andersdenkenden, bijvoorbeeld door ze gevangen te nemen of zelfs te vermoorden. Een dergelijke dictatuur wordt ook meestal geassocieerd met misstanden zoals zelfverrijking door de dictator. Omdat er geen controle op de dictator bestaat is de mogelijkheid van machtsmisbruik volop aanwezig.
In het algemeen is een autocratie het tegengestelde van een democratie. Hier worden de machthebbers -in theorie- gecontroleerd door de volksvertegenwoordiging. In praktijk komt het vaak voor dat de democratische instellingen niet onafhankelijk zijn of, zoals in Iran of Myanmar, in macht overschaduwd worden door niet-gekozen instellingen. Daar komt bij dat ministeries vaak over meer personeel en expertise beschikken dan een parlement. In praktijk bestaan er ook tussenvormen tussen een daadwerkelijke democratie en een absolute dictatuur.
In sommige gevallen, zoals Adolf Hitler in nazi-Duitsland en Vladimir Poetin in Rusland, kan een dictator op democratische wijze aan de macht gekomen zijn. Eenmaal aan de macht schakelden zij van binnen de democratische instituties geleidelijk uit. Enkele voorbeelden in de 21e eeuw van dergelijke autocraten zijn Viktor Orbán in Hongarije, Nayib Bukele in El Salvador, Narendra Modi in India, Recep Tayyip Erdoğan in Turkije en Nicolás Maduro in Venezuela.